# 格林韋爾 (紐約州)
格林韋爾（英語：Greenvale）是位於美國紐約州拿騷縣的普查規定居民點。

## 人口
根據2020年美國人口普查的數據，格林韋爾的面積為0.65平方千米，皆為陸地。當地共有人口1069人，而人口密度為每平方千米1,644.62人。